# Базисный пункт
Базисный пункт (‱) (англ. basis point) — сотая часть процентного пункта (то есть 1 базисный пункт = 0,01 процентного пункта, что эквивалентно одной десятитысячной доли). Обычно обозначается как ‱.
Используется для обозначения изменения процентных ставок по финансовым инструментам для устранения неоднозначности. Например, ставка была 10 % и объявляется, что она увеличена на 1 процентный пункт. Это означает, что новое значение составит 10 % + 1 % = 11 %. Но фраза может быть интерпретирована как увеличение на 1 % от предыдущей величины: 10 × (100 + 1) / 100 = 10,1 %. Для устранения неоднозначности изменение процентной ставки указывают в базисных пунктах. Объявление об увеличении ставки на 10 базисных пунктов для нашего примера будет означать 10 % + 10 × 0,01 % = 10,1 %.